# 江苏路3号住宅
36°3′45.5″N 120°19′18.5″E / 36.062639°N 120.321806°E
江苏路3号住宅，又称英商住宅旧址、太古洋行经理宅旧址，是位于中国山东省青岛市市南区江苏路3号的一座住宅，约建于1914年，现为山东省历史优秀建筑。

## 历史
江苏路3号住宅约建于1914年，与两侧同期建设的江苏路1号、湖南路4号同为德国商人海因里希·阿伦斯（德語：Heinrich Ahrens）创办的建筑公司的地产。1914年青岛战役期间，该楼曾遭日军炮火损坏。同年11月日英联军占领青岛后，青岛德侨产业被日军没收拍卖，该楼可能于此时转手至英商太古洋行名下，为太古洋行经理住宅。曾在此居住的英籍商人姓名，分别有资料记载为T. F. Langhland和T. S. Marshall。约1923年，太古洋行曾扩建该楼。1941年12月太平洋战争爆发后，日军将青岛英美侨民临时集中关押在江苏路1号、3号、湖南路4号三座住宅中，直至1942年将其转移至潍县乐道院关押。1945年抗战结束后，该楼被发还给英国商人。该楼现仍为住宅，为军产。2000年，该建筑与江苏路1号一并以“英商住宅旧址”之名列入山东省第一批历史优秀建筑（其中青岛市内建筑后来又称为青岛市历史优秀建筑，但后来的青岛市历史优秀建筑名单“英商住宅旧址”未包含江苏路3号）。2013年，该楼曾经历翻修。

## 建筑特色
该建筑楼高二层，设阁楼与地下室，砖木结构。花岗岩粗面石砌墙基，屋顶为红瓦蒙莎屋顶。外立面装饰简洁，开竖窗，临街西立面建有阳台，以花岗岩拱券支撑（为后期扩建而成）。

## 图集
- 1914年青岛战役后，江苏路3号（右侧）与湖南路4号（左侧）受损状况，最右侧为江苏路1号
- 日军占领后的青岛江苏路南段，右侧为今江苏路1号与3号
- 江苏路3号，2012年
- 江苏路3号，2013年